# Polická vrchovina
Polická vrchovina – jednostka geomorfologiczna (mikroregion) w północnych Czechach, przy granicy z Polską w okolicy miasta Police nad Metują. Jest centralną częścią Broumovskiej vrchoviny. Jej powierzchnia wynosi 218 km². Dzieli się na trzy mniejsze jednostki:
- Polická stupňovina
- Polická pánev
- czeska część Gór Stołowych (czes. Stolové hory)

Na północnym zachodzie przez granicę państwową łączy się z Zaworami (Závora), a na wschodzie z polskimi Górami Stołowymi. Obie te granice są więc sztuczne. Na północnym wschodzie styka się z Meziměstską vrchoviną (Kotlina Broumovska), a na zachodzie, południowym zachodzie i południu z Žacléřską vrchoviną.
Cała Polická vrchovina utworzona jest z płyty piaskowca górnokredowgo o grubości ponad 500 m, leżącej na utworach triasu, permu i karbonu. Jest to najmłodsza część niecki śródsudeckiej. Ma ona kształt owalnej niecki (brachysynkliny) o przebiegu północny zachód – południowy wschód. Starsze utwory leżą symetrycznie na jej obrzeżu, a młodsze w centrum, przy jej osi. W przekroju pionowym odporniejsze skały (piaskowce, mułowce spongiolitowe – margle) leżą na przemian z mało odpornymi na erozję iłowcami i marglami. Odporne skały tworzą stopnie (kuesty), typowe dla gór płytowych.
Płyta poprzecinana jest uskokami, z których najważniejsze są: polický zlom i bělský zlom o przebiegu północny zachód – południowy wschód oraz skalský zlom o przebiegu północny wschód – południowy zachód.
Najwyższymi wierzchołkami regionu są Čáp (786 m) w Skałach Adrszpasko-Cieplickich oraz Skalniak (Błędne Skały) o wysokości 827 m.